# Prosdocimo Rotondo

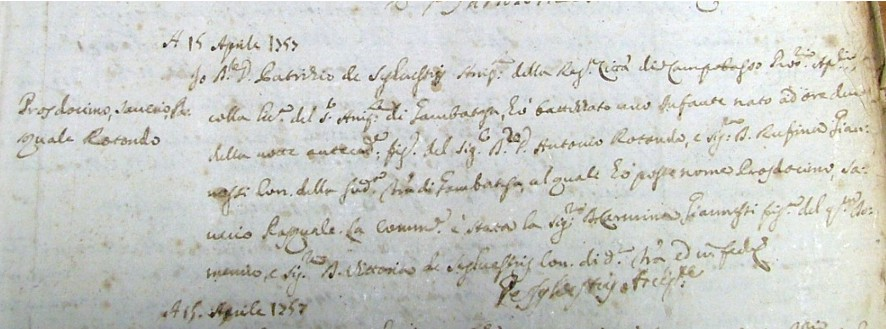
L'atto di battesimo di Rotondo conservato nella parrocchia di San Bartolomeo Apostolo in Gambatesa

Prosdocimo Rotondo (Gambatesa, 14 aprile 1757 – Napoli, 30 settembre 1799) è stato un avvocato e patriota italiano, tra i protagonisti della Repubblica partenopea.

## Biografia
Crebbe nel suo Molise come l'amico Vincenzo Cuoco. Di sentimenti liberali, divenne membro della Rappresentanza Nazionale alla proclamazione delle Repubblica, fece parte del Governo Provvisorio della Repubblica Napoletana, istituito dal generale Championnet, come uno dei 25 componenti del Direttorio, fino al 14 aprile, quando ne fu escluso unitamente a Nicola Fasulo, Cesare Paribelli e Carlo Lauberg.
Fu tra i repubblicani napoletani giustiziati nel 1799. Venne impiccato il 30 settembre in Piazza Mercato, il suo corpo fu sepolto nella Congregazione dei Dottori detta di S. Luciella a Napoli.